# Pterocerina garleppi
Pterocerina garleppi é uma espécie de ulidiídeo, endêmica do Peru.

## Taxonomia
Em 1921, a espécie foi descrita por Günther Enderlein.

## Morfologia
O comprimento dos adultos variam entre 8 e 10 mm, e as asas entre 6,75 a 7 mm.
O corpo apresenta uma coloração vermelho-amarelada. Triângulo ocelar preto, olhos composto verde-oliva com tom arroxeado. Asas hialinas amareladas com quatro faixas transversais castanhas escuras.

## Distribuição
A espécie é endêmica do Peru, na qual é conhecida somente na localidade-tipo, no distrito de Kosñipata. No qual ocorre no vale do rio Piñipiñi, a 1 500 metros de altitude.